# Choisy (Haute-Savoie)
Choisy település Franciaországban, Haute-Savoie megyében. Lakosainak száma 1704 fő (2022. január 1.). Choisy Allonzier-la-Caille, La Balme-de-Sillingy, Cercier, Cuvat, Marlioz, Mésigny és Sallenôves községekkel határos.

## Népesség
A település népességének változása:
| Lakosok száma | 1549 | 1558 | 1617 | 1604 | 1632 | 1660 | 1688 | 1701 | 1704 |
|               | 2013 | 2015 | 2016 | 2017 | 2018 | 2019 | 2020 | 2021 | 2022 |